# Śluza Przewięź
Śluza Przewięź – szósta śluza na Kanale Augustowskim (licząc od strony Biebrzy). Znajduje się na terenie miasta Augustów w jego części Przewięź pomiędzy jeziorami Studzienicznym i Białym Augustowskim. Wybudowana w latach 1826 – 1827 przez ppłk. inż. Augusta Schulca. Do dziś zachowała się w oryginalnym stanie.
- Położenie: 43,6 kilometr kanału
- Różnica poziomów: 0,86 m
- Długość: 46,17 m
- Szerokość: 5,96 m
- Wrota: drewniane
- Lata budowy: 1826 – 1827
- Kierownik budowy: ppłk. inż. August Szulc